# Senza domani (film 1985)
Senza domani (A Time to Live) è un film per la televisione del 1985, diretto da Rick Wallace e tratto da una storia vera.
In seguito alla trasmissione della pellicola, Liza Minelli e Corey Haim furono rispettivamente premiati con un Golden Globe e un Young Artist Award.

## Trama
Larry e Mary-Lou Weisman sono una coppia felice, con due figli – Adam e Peter – che cercano di crescere nel miglior modo possibile. Improvvisamente, vengono a sapere dal proprio medico che il più piccolo dei due, Peter, è affetto da una distrofia muscolare impossibile da curare, che non gli avrebbe neppure permesso di giungere al compimento della maggiore età. Messi di fronte alla realtà che il loro bambino sarebbe stato "senza domani", i due trovano però la forza di andare avanti.